# نیسان ۱۴۰۰
نیسان ۱۴۰۰ (انگلیسی: Nissan 1400) یک خودرو محور عقب است که از سال ۱۹۷۱ تا ۲۰۰۸ توسط شرکت نیسان تولید می‌شد.